# Anna Stolz
Anna Stolz (ur. 4 listopada 1982 w Werneck) – niemiecka polityk, prawniczka i samorządowiec, działaczka Wolnych Wyborców (FW), deputowana do Landtagu Bawarii, minister w rządzie Bawarii.

## Życiorys
Po zdaniu matury w 2002 roku studiowała prawo na uniwersytetach w Würzburgu, Barcelonie i Münster. W 2009 zdała pierwszy państwowy egzamin prawniczy, a następnie odbyła aplikację w Kassel, którą zakończyła w 2011 drugim egzaminem państwowym. W latach 2011–2013 pracowała jako adwokatka.
W latach 2014–2018 pełniła funkcję burmistrzyni Arnstein oraz zasiadała w radzie powiatu Main-Spessart. Do Wolnych Wyborców dołączyła w 2018 roku. Od tego czasu jest członkinią zarządu powiatowego FW Main-Spessart, zarządu okręgu FW Dolna Frankonia oraz zarządu krajowego FW Bawaria. W 2018 została wybrana do Landtagu Bawarii. W latach 2018–2023 sprawowała urząd sekretarz stanu w Bawarskim Ministerstwie Edukacji i Kultury.
8 listopada 2023 objęła stanowisko bawarskiej minister ds. edukacji i kultury. Od 27 listopada 2018 jest zastępczym członkiem Bundesratu.